# Tasmania JackJumpers
I Tasmania JackJumpers sono una società cestistica avente sede a Hobart, in Australia. Fondati nel 2021, giocano nella National Basketball League.
Disputano le partite interne nel Derwent Entertainment Centre, che ha una capacità di 5.000 spettatori.